# Triângulo do Sol
Triângulo do Sol est une entreprise privée concessionnaire de routes du gouvernement de l'État de São Paulo.  Elle administre depuis le 29 avril 1998 un grand maillage de routes, dans les environs des municipalités de  São Carlos, Araraquara, Matão, Catanduva, São José do Rio Preto, Itápolis, Jaboticabal, Bebedouro et Sertãozinho. L'entreprise fait partie du groupe Leão & Leão et Braest Participações.
Elle administre les tronçons suivants :
- SP-310 Rodovia Washington Luís, de São Carlos à Mirassol, du km 227,800 au km 454,400 : total de 226,500  km ;
- SP-326 de Matão à Bebedouro, du km 293,000 au km 379,225 : total de 86,266 km ;
- SP-333 de Sertãozinho à Borborema, du km 83,020 au km 212,450 : total de 120,430 km.